# Dschabal Hafit
Der Dschabal Hafit (arabisch جبل حفيت, DMG Ǧabal Ḥafīt), auch Jebel Hafeet, Jabal Hafit oder ähnlich genannt, ist ein Berg nahe der Grenze der Vereinigten Arabischen Emirate zum Oman, etwa 30 km von Al Ain. Der Berg erhebt sich 1240 Meter über der umliegenden Landschaft und liegt 1350 Meter über dem Meeresspiegel.
Der Dschabal Hafit ist ein beliebtes Touristenziel. Am Fuß des Berges befindet sich die Green Mubazzarrah. Hier befinden sich Thermalquellen, die zu einem See zusammenfließen. Der Dschabal Hafit selbst ist von einem Höhlensystem durchzogen, er ist auch der natürliche Lebensraum von Fledermäusen, Schlangen, Füchsen und vielen mehr.

## Geographie

### Allgemeines
Der Dschabal Hafit ist ein etwa 26 Kilometer langer und 4 bis 5 Kilometer breiter, in Nord-Süd-Richtung verlaufender Bergrücken. Er ist asymmetrisch, im östlichen Teil ist er viel steiler als im Westen, wo die Neigung etwa. 25 bis 30° beträgt.

### Geologie
Durch viele Verwerfungen im Berg können die einzelnen Gesteinsschichten sehr gut nachvollzogen werden. Das Gestein ist reich an Plankton-Fossilien, und am Fuß des Berges kann man verschiedene Meeresfossilien (zum Beispiel Korallen oder Krabben) finden.
Der Dschabal Hafit ist von einem Höhlensystem durchzogen. Einige der Höhlen sind bis zu einer Tiefe von maximal 150 Meter erforscht. In den Höhlen befinden sich hervorragend erhaltene Stalagmiten und Stalaktiten. Der Zugang zu den Höhlen ist teilweise natürlich, an anderen Stellen durch die Stadtverwaltung von Al Ain, versperrt.

### Flora und Fauna
Obwohl reich an seltenen Tieren, ist die Gegend nicht als Naturreservat ausgewiesen. Die Eidechse Acanthodactylus opheodurus, der arabische Tahr (der bis 1982 in den Vereinigten Arabischen Emiraten als ausgestorben galt) und die gelbblühende Pflanze Acridocarpus orientalis leben hier zusammen mit Füchsen, Fledermäusen und dem nagetierähnlichen Schliefer. Vogelfreunde finden hier die größte Artenvielfalt des ganzen Landes, eine Studie zählte 119 Vogelarten. Weiterhin leben etwa 200 verschiedene Insekten- und 23 Schmetterlingsarten am Berg.

### Höhe
Der Dschabal Hafit wird oft als der höchste Berg der Vereinigten Arabischen Emirate bezeichnet. Sicherlich ist er der bekannteste Berg des Landes, tatsächlich ist eine Erhebung nahe dem omanischen Dschabal Bil Ays mit 1910 Metern höher. Der höchste benannte Gipfel der Emirate ist der Dschabal Yibir.

## Name
Dschabal bedeutet Berg, Hafit leer. Die Umgebung des Berges wird auch Empty Quarter (Leeres Viertel) genannt.

## Archäologie
Am Fuß des Berges wurden mehr als 500 Gräber gefunden, die etwa auf die Jahre 3200–2700 v. Chr. zurückgehen. Während die Gräber auf der Nordseite durch Bauprojekte teilweise zerstört wurden, werden die südlich gelegenen Gräber regelmäßig kontrolliert. Es wurden nur wenige Skelette gefunden, dafür aber Bronzeobjekte und sehr viel jüngere Perlen, was darauf hindeutet, dass die Gräber mehrfach verwendet wurden. Weiterhin wurde Keramik aus Mesopotamien gefunden, ein Hinweis auf frühe Handelsbeziehungen.

## Einrichtungen
Am Gipfel befindet sich ein Mercure-Hotel und eine Radarstation.

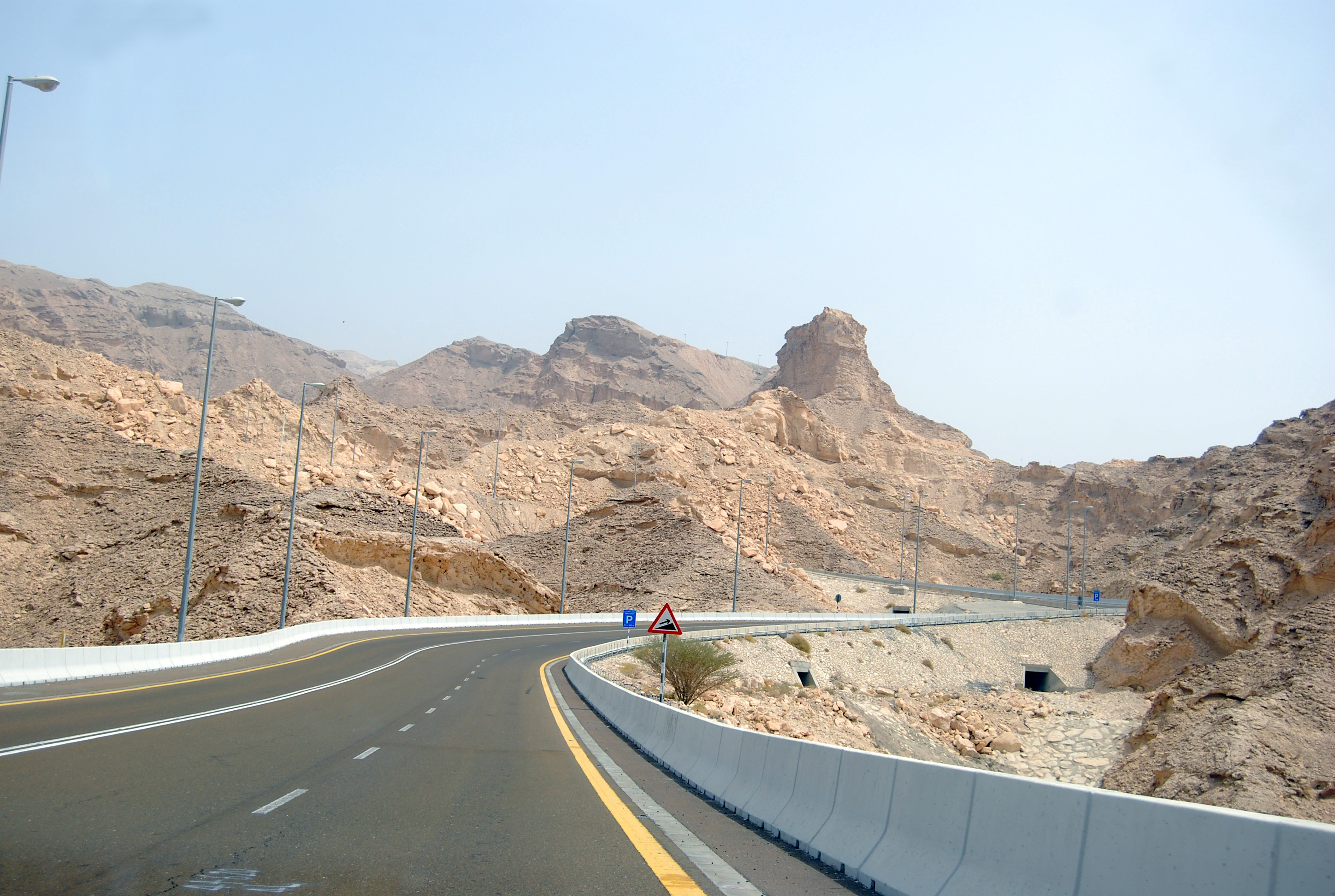
Straße zum Gipfel

## Dschabal-Hafit-Straße
Die Straße zum Gipfel ist 11,7 km lang und überwindet 1219 Höhenmeter. Zwei Spuren führen den Berg hinauf und eine hinab, nach 21 Kurven kommt man am Gipfel an. An markanten Aussichtspunkten sind Parkplätze angelegt. Die Straße wurde in den 1980er Jahren von der Firma Strabag International aus Köln gebaut.

### Radsport
Der Jebel Hafeet dient seit dem Jahr 2015 als Bergankunft der UAE Tour (zuvor Abu Dhabi Tour). Der Anstieg stellt den anspruchsvollsten Abschnitt des Etappenrennens dar und entscheidet meist über den Gesamtsieg. Im Jahr 2020 wurde er zweimal als Bergankunft genutzt. Seit dem Jahr 2023 wird die Auffahrt auch von der UAE Tour Women genutzt.
Im Jahr 2023 stellte Adam Yates die Rekordzeit von 25 Minuten und 53 Sekunden auf, was einer durchschnittlichen Geschwindigkeit von 25,27 km/h entspricht.
| Jahr | Rennen         | Fahrer              |
| ---- | -------------- | ------------------- |
| 2015 | Abu Dhabi Tour | Esteban Chaves      |
| 2016 | Abu Dhabi Tour | Tanel Kangert       |
| 2017 | Abu Dhabi Tour | Rui Costa           |
| 2018 | Abu Dhabi Tour | Alejandro Valverde  |
| 2019 | UAE Tour       | Alejandro Valverde  |
| 2020 | UAE Tour       | Adam Yates          |
| 2020 | UAE Tour       | Tadej Pogačar       |
| 2021 | UAE Tour       | Tadej Pogačar       |
| 2022 | UAE Tour       | Tadej Pogačar       |
| 2023 | UAE Tour       | Adam Yates          |
| 2024 | UAE Tour       | Lennert Van Eetvelt |
| 2025 | UAE Tour       | Tadej Pogačar       |

| Platz | Rennen         | Fahrer               |
| ----- | -------------- | -------------------- |
| 2023  | UAE Tour Women | Elisa Longo Borghini |
| 2024  | UAE Tour Women | Lotte Kopecky        |
| 2025  | UAE Tour Women | Elisa Longo Borghini |